# Helena Rakoczy

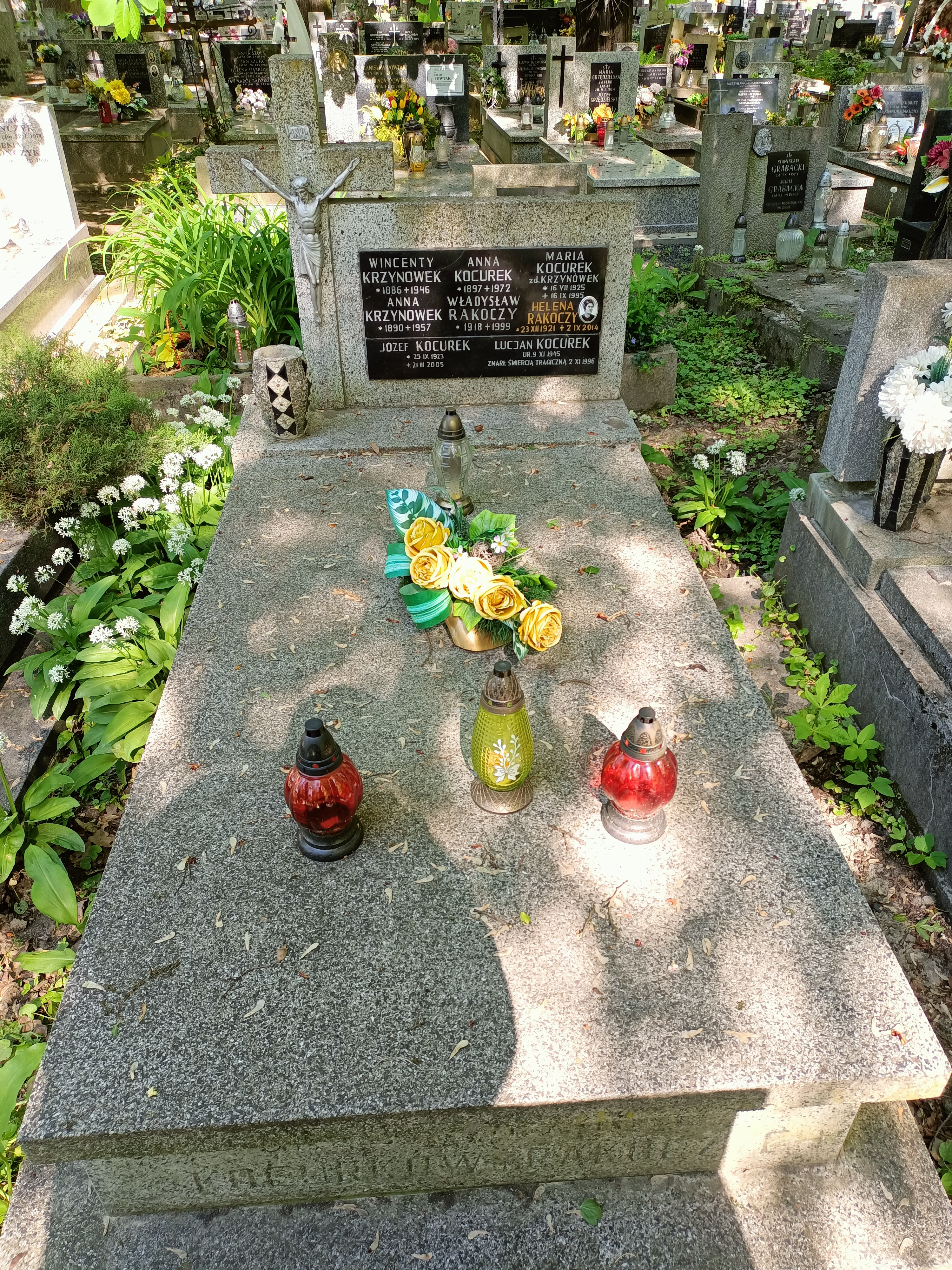
Grób Heleny Rakoczy na cmentarzu Rakowickim

Helena Rakoczy z domu Krzynówek (ur. 23 grudnia 1921 w Krakowie, zm. 2 września 2014 tamże) – polska gimnastyczka, mistrzyni świata i medalistka olimpijska.

## Życiorys
Urodziła się 23 grudnia 1921 w Krakowie. Jej rodzicami byli Wincenty Krzynówek i Anna Bieniek. Jej pierwszym klubem był krakowski Sokół. Z klubem była związana do wybuchu II wojny światowej. W 1937 na pierwszym zlocie sokołów zajęła 3. miejsce w dziesięcioboju będącym mieszanką konkurencji gimnastycznych i lekkoatletycznych. W okresie II wojny światowej jej kariera uległa zawieszeniu. W 1945 roku wznowiła treningi w reaktywowanym Sokole. W 1950 na mistrzostwach świata w Bazylei zdobyła 4 złote medale. W tym samym roku została odznaczona Orderem Sztandaru Pracy II klasy. W 1952 doznała kontuzji ścięgien i pęknięcia kości. Pomimo kontuzji wystartowała w igrzyskach olimpijskich w Helsinkach zajmując 7. miejsce w wieloboju indywidualnie i 8. miejsce drużynowo. Na mistrzostwach świata w Rzymie w 1954 zdobyła brązowe medale w wieloboju i ćwiczeniach na poręczach. W 1956 roku na igrzyskach olimpijskich w Melbourne zdobyła brązowy medal. Sześciokrotnie zdobywała także mistrzostwo Polski w wieloboju indywidualnym. 
Reprezentowała Koronę Kraków i Wawel Kraków. Mierzyła 166 cm, a w trakcie kariery zawodniczej ważyła ok. 55 kg.
Na olimpiadach uzyskała następujące wyniki:
- 1952 – 43 m. – wielobój indywidualny, 70,74 pkt. (ćw. wolne – 18 m, równoważnia – 99 m., poręcze – 104 m., skok – 7 m.)
- 1952 – 8 m. – wielobój drużynowy, 483,72 pkt.
- 1956 – brązowa medalistka – ćwiczenia zespołowe z przyborem, 74,00 pkt.
- 1956 – 8 m. – wielobój indywidualny, 73,70 pkt. (ćw. wolne – 14 m., równoważnia – 16 m., poręcze – 5 m., skok – 7 m.)
- 1956 – 4 m. – wielobój drużynowy, 436,50 pkt.

W drużynie była 5. w 1950 i 6. w 1954.
Po zakończeniu kariery sportowej pracowała jako trener, m.in. z kadrą narodową. Przygotowywała kadrę do igrzysk olimpijskich w Rzymie, Tokio 1964 i Monachium 1972. W 2004 została wpisana do Międzynarodowej Galerii Sław.
W 1989 przeprowadziła się z Bronowic na osiedle Bieżanów. Była żoną Władysława Rakoczego (zmarłego w 1999).
Została pochowana na cmentarzu Rakowickim w Krakowie (kwatera XIB, rząd 16, miejsce 11).

## Odznaczenia
- Krzyż Oficerski Orderu Odrodzenia Polski (1998, za wybitne zasługi dla ruchu olimpijskiego, za działalność na rzecz rozwoju i propagowania kultury fizycznej, za wybitne osiągnięcia sportowe)[10].
- Order Sztandaru Pracy II klasy (1950, za zasługi położone w dziedzinie kultury fizycznej)[11]